# Acanthastrea maxima
Acanthastrea maxima е вид корал от семейство Mussidae. Видът е почти застрашен от изчезване.

## Разпространение
Разпространен е в Бахрейн, Джибути, Еритрея, Йемен, Ирак, Иран, Катар, Кувейт, Обединени арабски емирства, Оман, Саудитска Арабия и Сомалия.